# Ziédougou (Burkina Faso)
Pour les articles homonymes, voir Ziédougou (Côte d'Ivoire).
Ziédougou est une commune rurale située dans le département de Soubakaniédougou de la province de Comoé dans la région des Cascades au Burkina Faso.